# Pistas para volver a casa
Pistas para volver a casa es una película dramática argentina de 2015 escrita y dirigida por Jazmín Stuart. La cinta está protagonizada por Erica Rivas y Juan Minujín

## Reparto
- Erica Rivas como Dina.
- Juan Minujín como Pascual.
- Hugo Arana como Antonio.
- Beatriz Spelzini como Celina.